# ANA Cargo
株式会社ANA Cargo（エーエヌエー カーゴ）は、ANAグループの航空貨物事業会社である。貨物機の保有、貨物便の運航、管理はいずれも全日本空輸（ANA）に委託している。

## 沿革
- 2013年（平成25年）10月1日 : 会社設立。
- 2014年（平成26年）4月1日 : 営業開始。

2013年10月1日、全日本空輸 (ANA) のANA貨物事業室と、ANAロジスティクサービス株式会社の業務を統合する目的で設立された。2014年4月1日から営業開始した。
2020年以降は新型コロナウイルスの感染拡大に伴う国際線旅客需要喪失による旅客便運休に反比例するように貨物便需要が増大し、ANA Cargoも貨物定期便だけでなく貨物臨時便に対応し旺盛な需要に対応することで過去最高の売上を予想し、21年頃から社長がマスコミインタビューに応じ「ANAHDの19年の航空貨物取り扱い重量は約115万トンで世界で12位だった。外山氏は、旅客機による輸送なども活用して効率性を高めて収益を安定させながら搭載量を増やしていきたいとし、中長期的には米フェデックスやUPS、アラブ首長国連邦（UAE ）のエミレーツ航空などに次ぐ上位5位内を目指す」と発言している。

## 運航委託便の機材

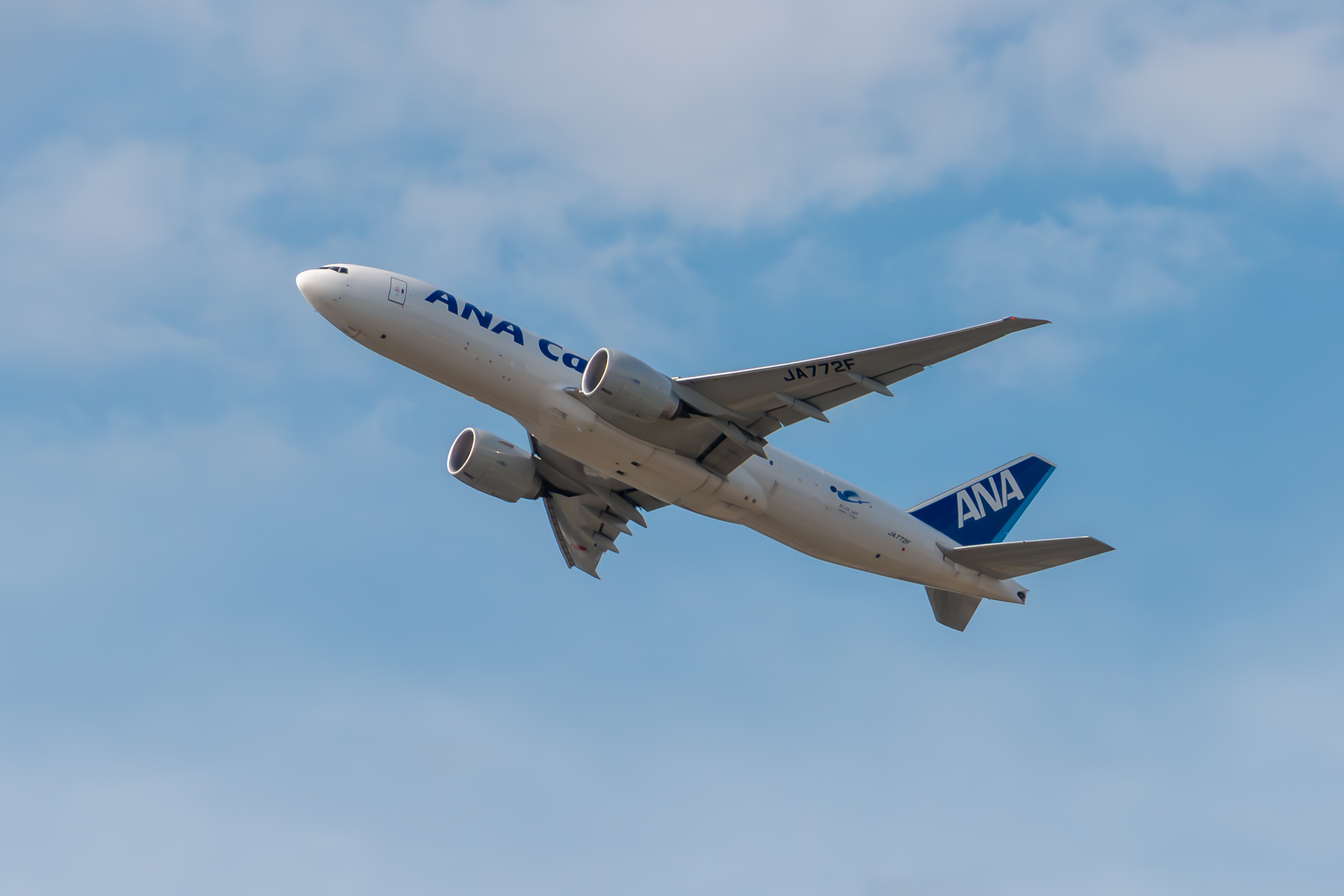

ANA Cargo は貨物航空会社ではないので、機材は保有していない。委託先の全日本空輸が貨物機を所有、運航している。
（2021年現在）
- B767-300F(BCF)はANAホールディングス傘下のエアージャパンのパイロットで運行される。主に近、中距離国際線で運行中。
- ボーイング 777 Freighter型機 : 2機

2018年3月23日、ANAホールディングスはアジア・中国と北米間の航空貨物需要逼迫により2019年度から2機導入で運用予定（発注はANAホールディングス）を発表。初号機（JA771F）は同年12月5日に引き渡された。日本着は翌年5月24日夜で、羽田空港に到着。2号機（JA772F）は6月11日に米シアトルで受領し、翌12日に羽田に到着した。初号機と2号機は、北米に生息する青い翼の鳥・アオカケスから「BLUE JAY（ブルージェイ）」と愛称を命名し、貨物ドア近くの機体左側後部にデザインした。2019年7月2日初号機就航。またこの2機は日本で初の777Fとなった。運航は国際線で運行されるエアージャパンではなくANAが担当。
- ボーイング767-300F : 4機
  - うち1機は中古機。
- ボーイング767-300BCF : 5機
  - 元ANA運用旅客型改修機。

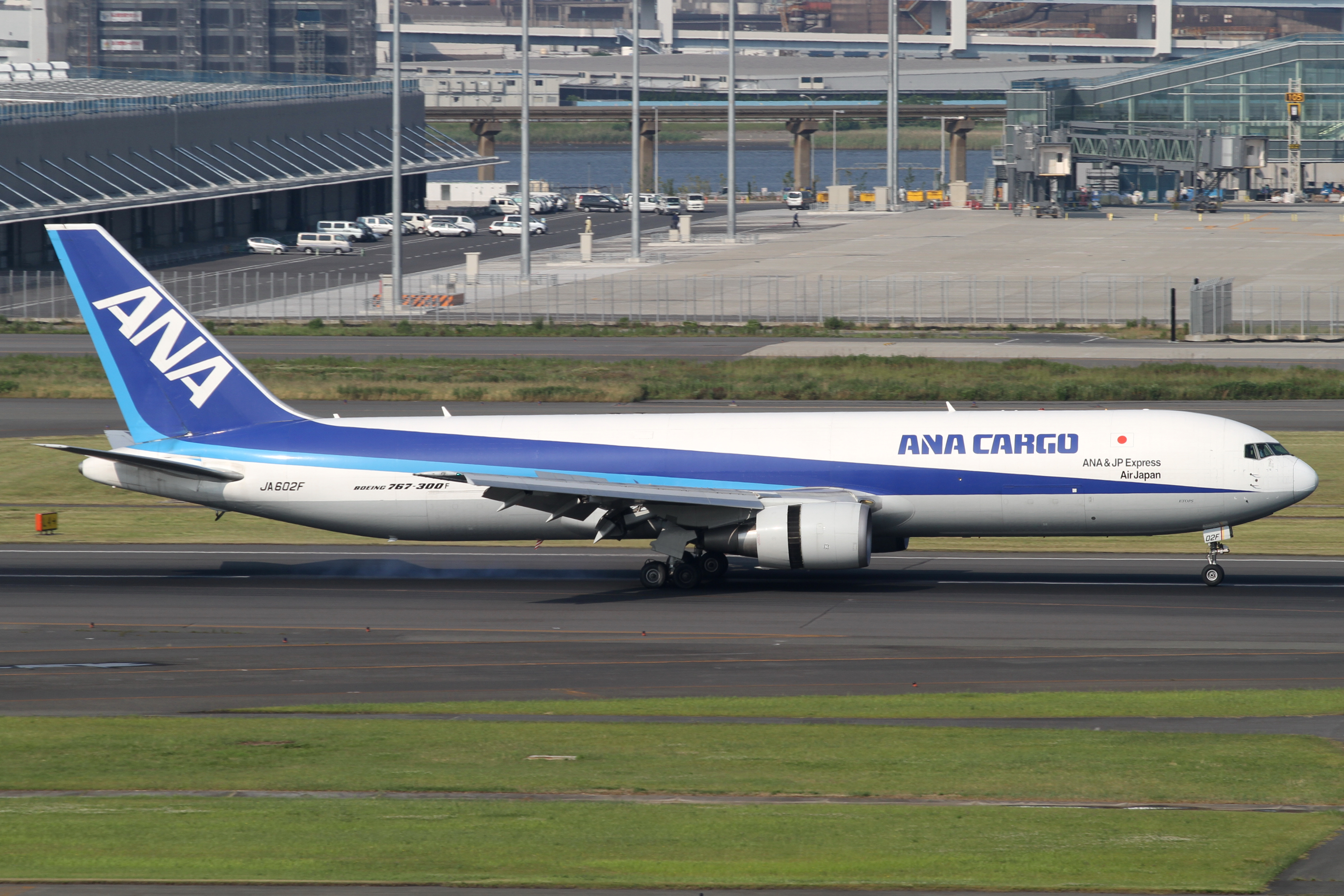
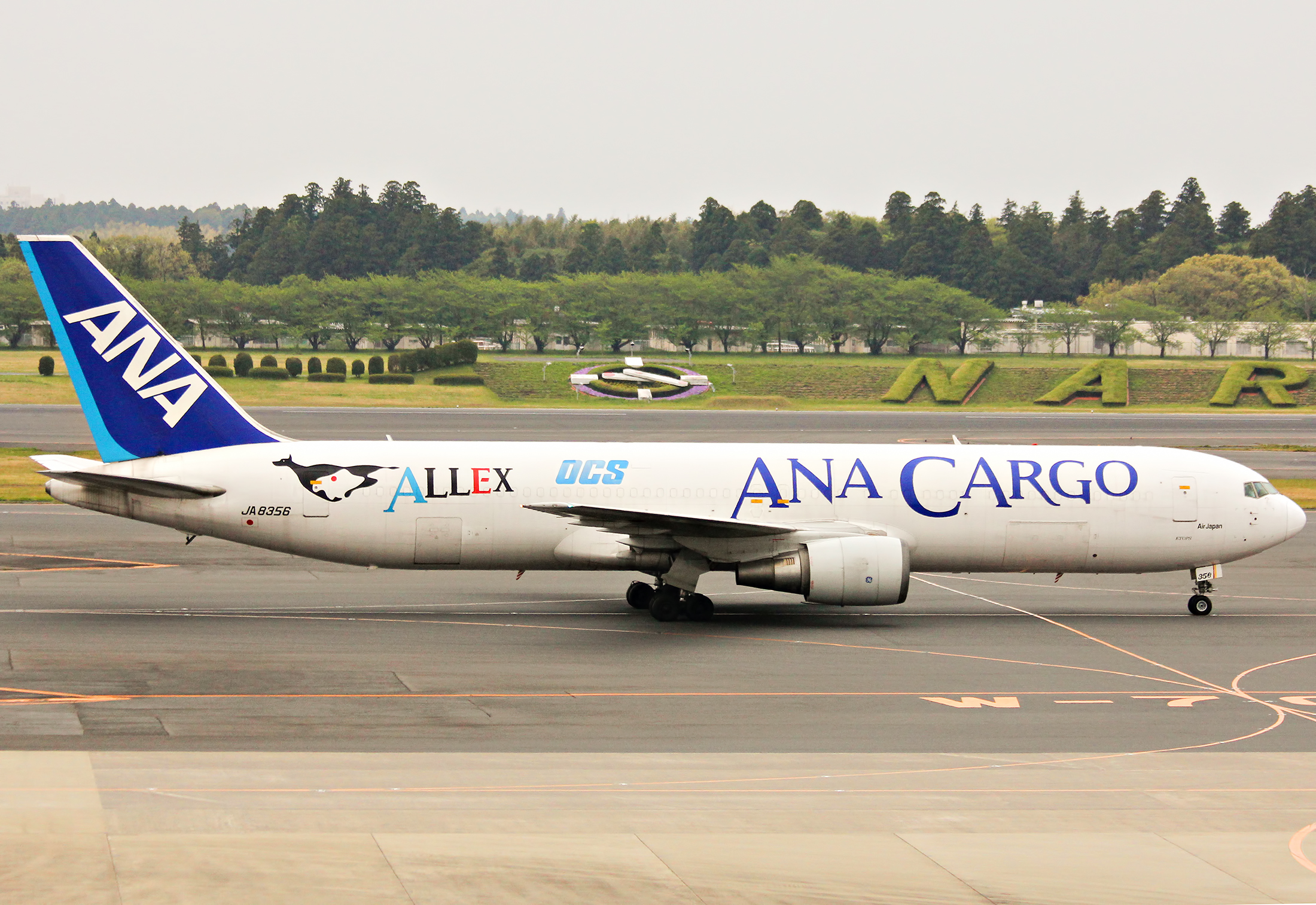
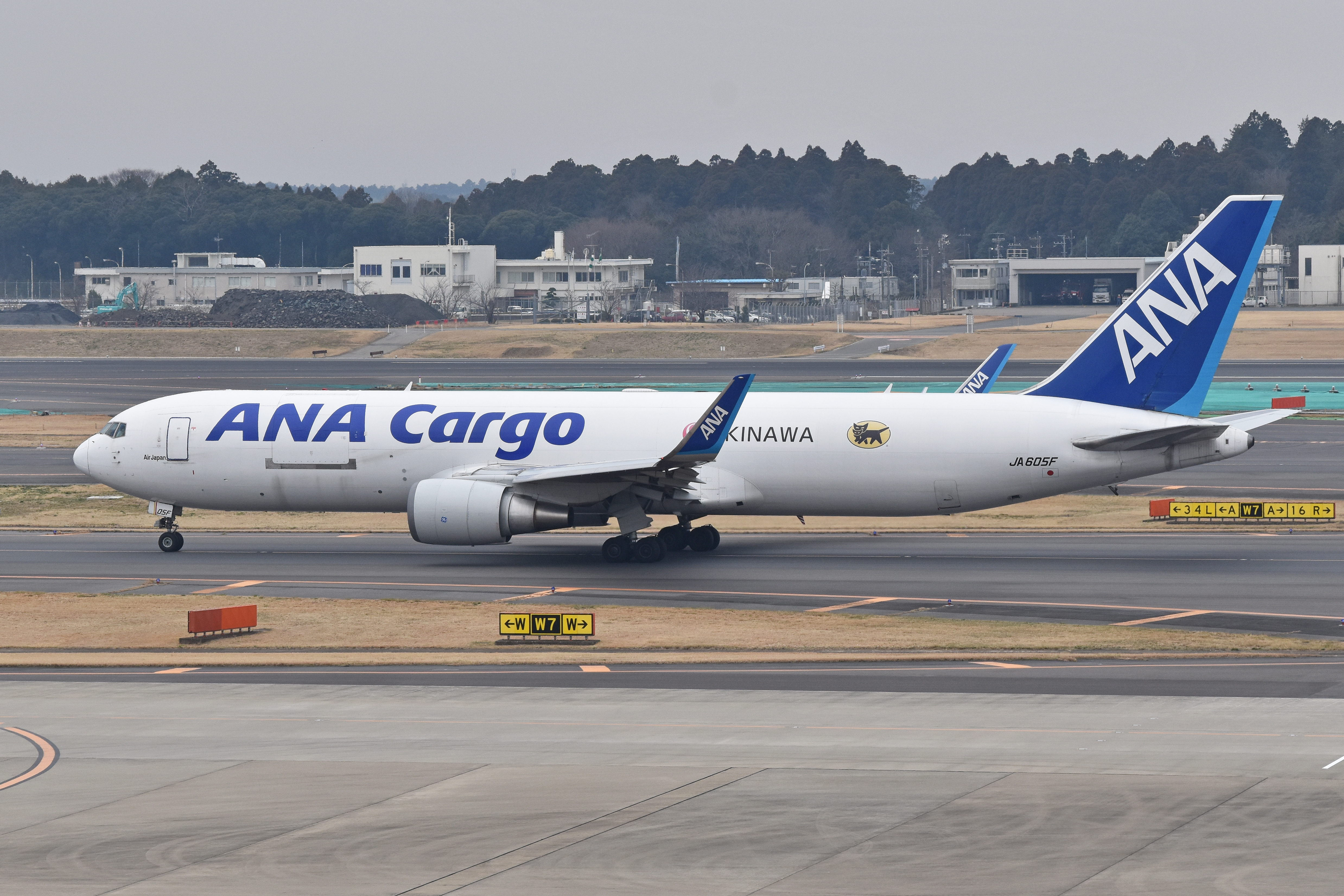
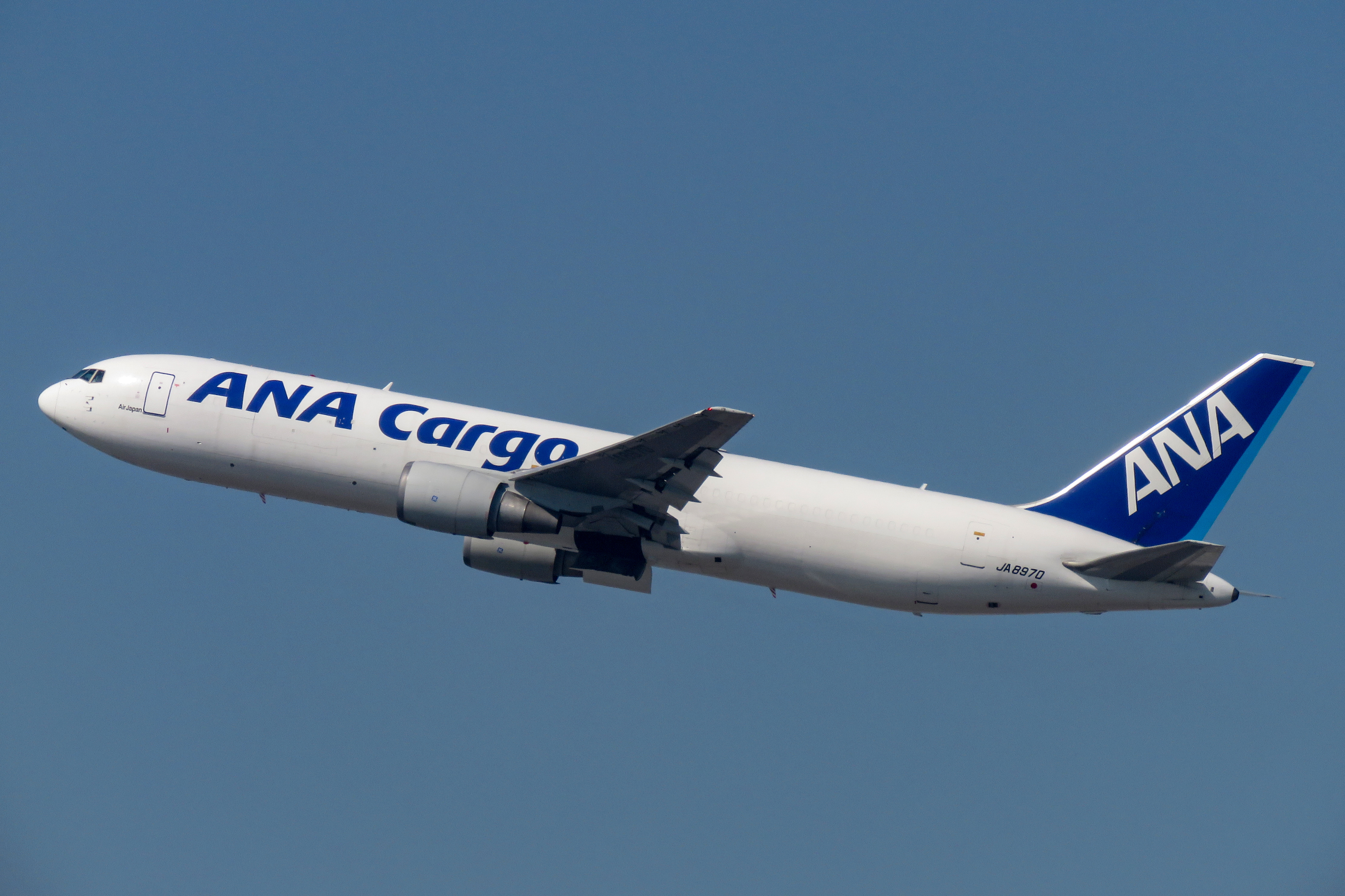
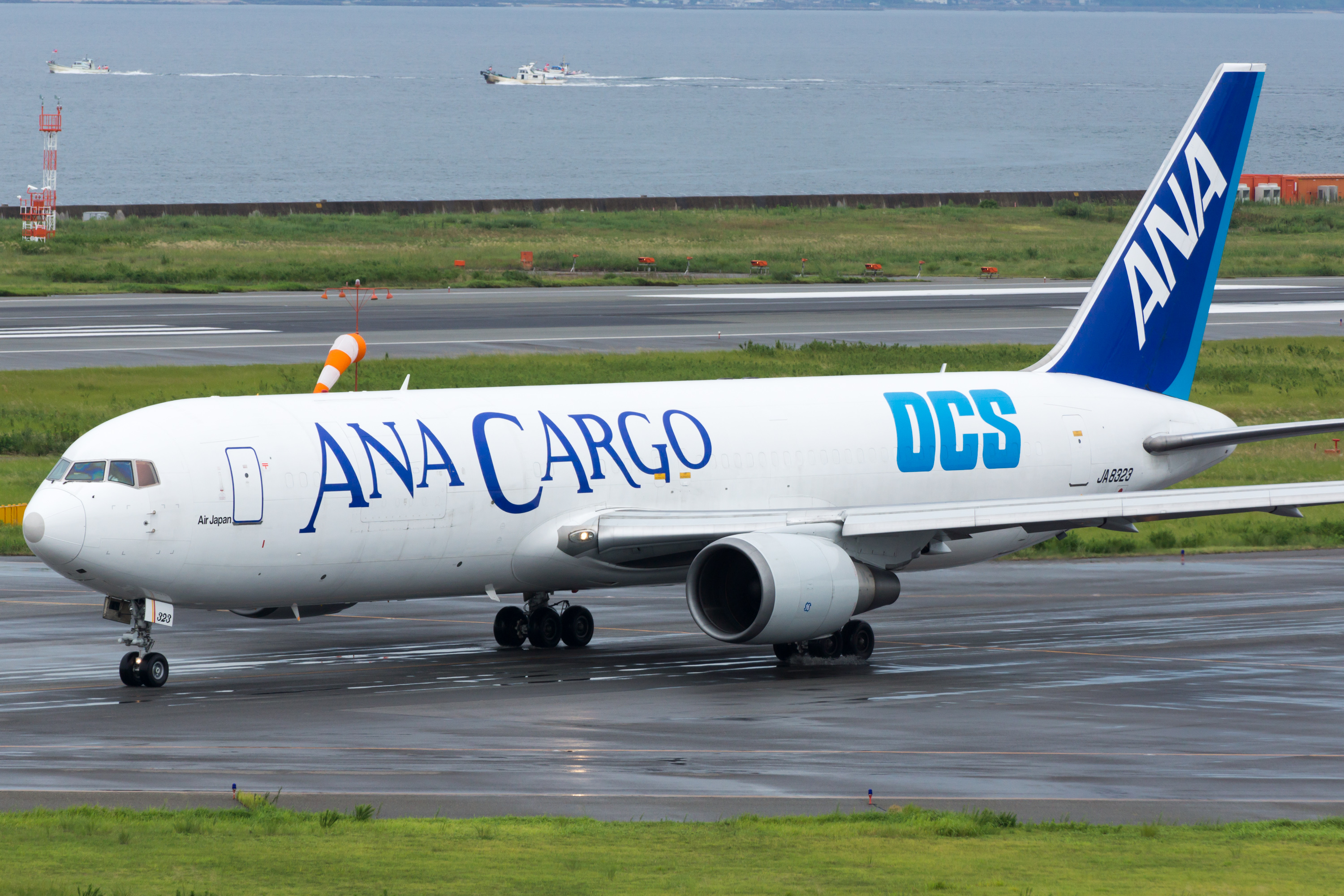

塗装は貨物専用機のため広告価値も良く、提携企業などロゴも入れ易いため、各機体で少しずつ異なり、多様である。

## 運航委託便の主な就航地
2021年現在
- 東京/成田 - シカゴ、フランクフルト、バンコク/スワンナプーム、シンガポール、香港、台北/桃園、ソウル/仁川、上海/浦東、青島、厦門、広州、大連

国際線は主にボーイング 777 Freighterとボーイング767 Freighterの貨物型機を運航していて、その他ANAの旅客定期便床下貨物室を買い取り委託運送している。一部国内線では、深夜限定でANAの旅客機（ボーイング777、ボーイング787）で床下貨物（ベリー便）定期運送している。2020年11月から同じANAグループのLCCピーチ・アビエーションの一部路線でコードシェアを実施し、LCC運用上、重量制限のうえ貨物委託運送している。
国内貨物定期便として、東京/羽田、大阪/関西、札幌/新千歳、佐賀の4地点に運航していた。、2018年には九州エリアの半導体や自動車産業などの製造業が集積し、貨物需要があったので北九州へも就航していた。しかし、2020年の新型コロナウイルスのパンデミックによる沖縄貨物ハブへの貨物専用便運休以降国内貨物は旅客便のベリー貨物を部分買い取り委託する形で運用されている。
- 777 Freighter 就航地

2019年からボーイング 777 Freighterを使用し7月2日から成田-上海、10月27日から成田-シカゴに就航し、2019年後半から顕在化したチャイナリスク（米中摩擦、香港デモなど）の影響で2020年夏ダイヤから運休を計画していたがその後パンデミックが本格化した新型コロナウイルスの影響で旅客便運休、減便によるベリーカーゴスペース不足に対応し臨時便需要が発生している。20年6月10日から成田－フランクフルト間の貨物臨時便の運航を777Fにより開始、同年10月25日から航空貨物の往来は活発で需要が旺盛なことから週2便で定期便化、更に同年12月10日以降同型機を成田－バンコク/スワンナプーム間に就航させ運用拡大している。また、旺盛な貨物需要に応えて21年4月23日からは成田－ロサンゼルス路線に777Fを臨時便として週一便の間隔で投入運航されている。21年10月には成田-香港線でも臨時便運航された。22年事業計画ではフランクフルト線は運休し、北米2路線とバンコク、上海路線での運航を基本に計画するとした。
- 沖縄貨物ハブ

那覇空港を深夜時間帯のハブ空港としていた。、東京/羽田、東京/成田、大阪/関西、北九州の国内各空港と、アジアのソウル/仁川、上海/浦東、広州、青島、大連、天津、厦門、台北/桃園、バンコク/スワンナプーム、シンガポールの海外空港を那覇空港を介して結んでたが、2020年4月以降、新型コロナウイルスの影響により運航委託しているエアージャパン乗務員の乗務渡航制限により沖縄ハブは当面の間、運休扱いとなっている。2021年1月29日に今後は「那覇空港に就航するANAグループLCCピーチも含む航空会社の旅客便床下貨物スペースを活用し混載輸送する新たなモデル」へ移行し、引き続き、ANAグループは沖縄県と協力し国際物流拠点形成に貢献すると発表された。